# ژمالتو
ژمالتو (به فرانسوی: Gemalto) شرکت امنیت دیجیتالی هلندی است، که در زمینه ارائه نرم‌افزارهای کاربردی، دستگاه‌ها و تجهیزات امنیتی مانند کارت‌های هوشمند فعالیت می‌کند.
این شرکت در ماه ژوئن سال ۲۰۰۶ با ادغام ۲ شرکت آکزالتو و ژم‌پلاس تأسیس شد. شرکت ژمالتو در سال مالی ۲۰۱۱ درآمدی معادل ۲ میلیارد یورو را کسب کرده‌است. بخشی از سهام این شرکت در بازار بورس یورونکست پاریس معامله می‌شود.
دولت‌ها، اپراتورهای تلفن همراه و شبکه‌های بی‌سیم، بانک‌ها و شرکت‌ها، از نرم‌افزارها، دستگاه‌ها و تجهیزات امنیتی ژمالتو در جهت راه‌اندازی شبکه تلفن‌های همراه، امنیت پرداخت، دسترسی رایانش ابری، حفاظت از حریم خصوصی، دولت الکترونیک، بلیط‌های حمل‌ونقل و برنامه‌های کاربردی ارتباطات ماشین با ماشین استفاده می‌نمایند.
این شرکت نرم‌افزارهای امنیتی و سیستم‌عامل‌ها را توسعه داد و امکان اجرای آن‌ها در قالب دستگاه‌هایی مانند سیم‌کارتها، گوشی‌های تلفن همراه، کارت‌های بانکی، کارت‌های شناسایی و توکن‌های امنیتی را میسر نمود.
مشتریان این شرکت عبارتند از: ۴۰۰ اپراتور شبکه تلفن همراه، ۳۰۰۰ موسسه مالی و بیش از ۳۰ کشور برای برنامه‌های امنیتی-هویتی، مانند گذرنامه‌های الکترونیکی، گواهینامه رانندگی و کارت‌های هویت ملی.
دفتر مرکزی شرکت ژمالتو در شهر آمستردام، هلند قرار دارد. دفتر بین‌المللی این شرکت در ایالات متحده آمریکا و در شهر آستین، تگزاس مستقر می‌باشد. شرکت ژمالتو دارای بیش از ۱۰ هزار کارمند، ۷۴ دفتر فروش و بازاریابی، ۱۵ سایت تولیدی، ۲۸ مرکز خدماتی و ۱۴ مرکز تحقیقاتی در ۴۳ کشور جهان می‌باشد.